# Flodadräkten (Södermanland)

För en folkdräkt Dalarna, se [[Flodadräkten (Dalarna)]].  
| Framsida respektive baksida av folkdräkt från Floda socken i Södermanland. |  | Framsida respektive baksida av folkdräkt från Floda socken i Södermanland. |
| Framsida respektive baksida av folkdräkt från Floda socken i Södermanland. |  |                                                                            |

Flodadräkten är en folkdräkt (eller bygdedräkt) från Floda socken i Södermanland, komponerad år 1907. Dräkten finns i flera variationer så som högtid/vinter, sommar samt en herrdräkt. Dessutom finns förkläde med och utan broderier. 

## Högtidsdräkten
Beskrivning:
- kjol av ylle, svartranding.
- förkläde - midje-, blått.
- huvudbonad:
  - röd bindmössa
  - stycke
  - halskläde - vitt broderat, samt "broderimönster"
- fotbonad
  - strumpor - långa, röda i fodral
  - knästrumpor - röda
  - yllestrumpor - röda
- överdel - av vitt linne
- smycke - silverbrosch med ask och 3 st silverknappar.

Förklädet förekommer med och utan broderier. Vissa kopplar broderierna till de äldsta dräkterna och andra till Ökna säteri. 

## Sommardräkten
Beskrivning:  

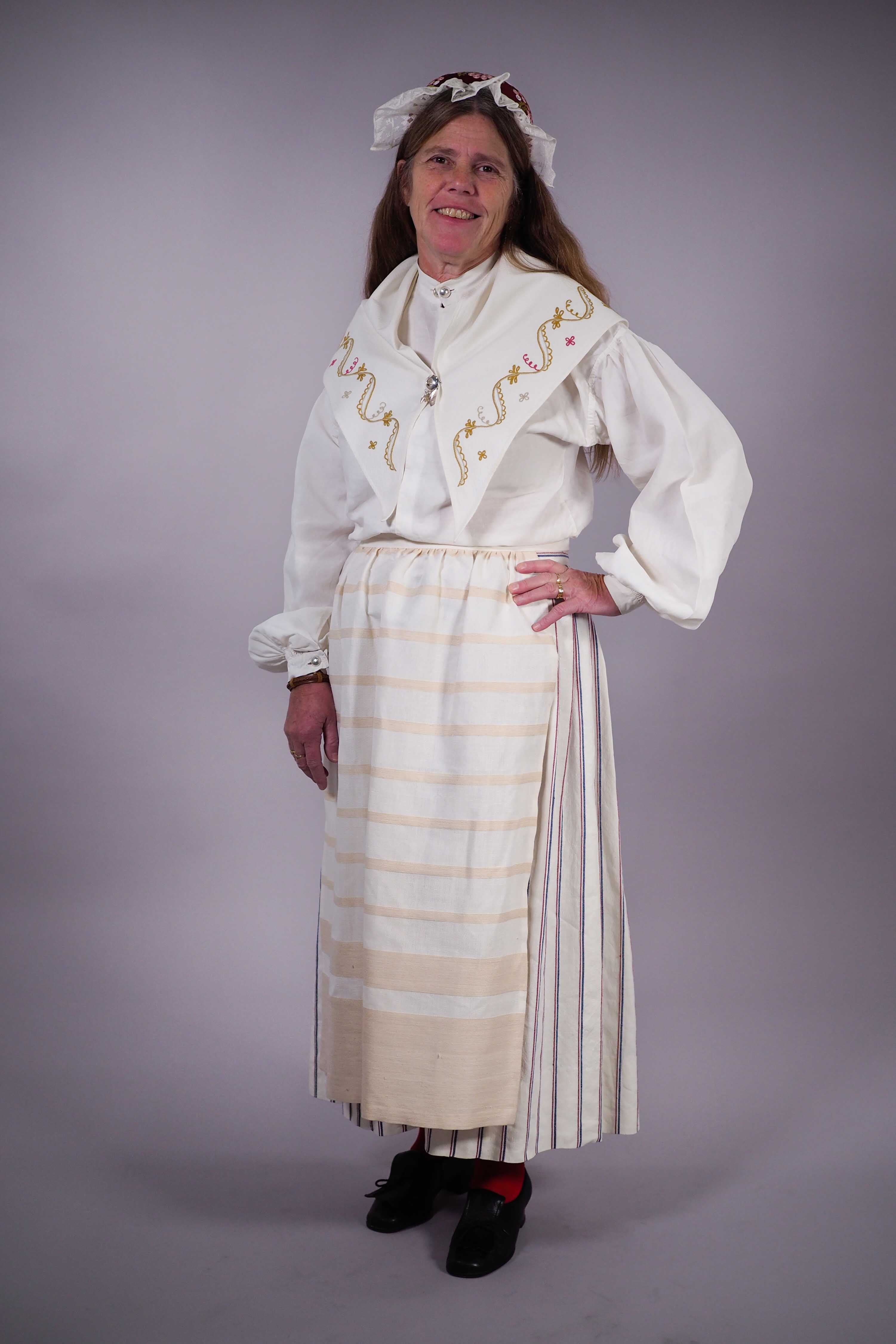
Sommardräkten från Floda med den ljusare kjolen och förklädet.

- Kjol i Halvlinne, naturvit med smala ränder i rött, gult och blått. Oblekt bomullsgarn i varpen, botten i tuskaft med halvblekt lingarn, ränder i kypert i rött, gult och blått lingarn.
- Förklädet är randigt i vitt och oblekt.
- Livstycke i sidenbrokad.

## Herrdräkten
Beskrivning:
- Väst: Halvylle, korskypert, svart med smala röda ränder. Rött bomullsgarn i varpen med inslag av rött och svart ullgarn. Knäpps med hake/hyska. Fodrad med linne.
- Knäbyxa: gult mollskinn. Lucka fram, knäpps med mässingsknappar. Knytband vid knä.
- Skjorta: vit bomull. Rak modell med ärmspjäll. Smal halskant, knäpps med metallknapp. Smal manschett, knäpps med länkade knappar, samma som kvinnodräkten.
- Livrock: Lång, i svart ylle.

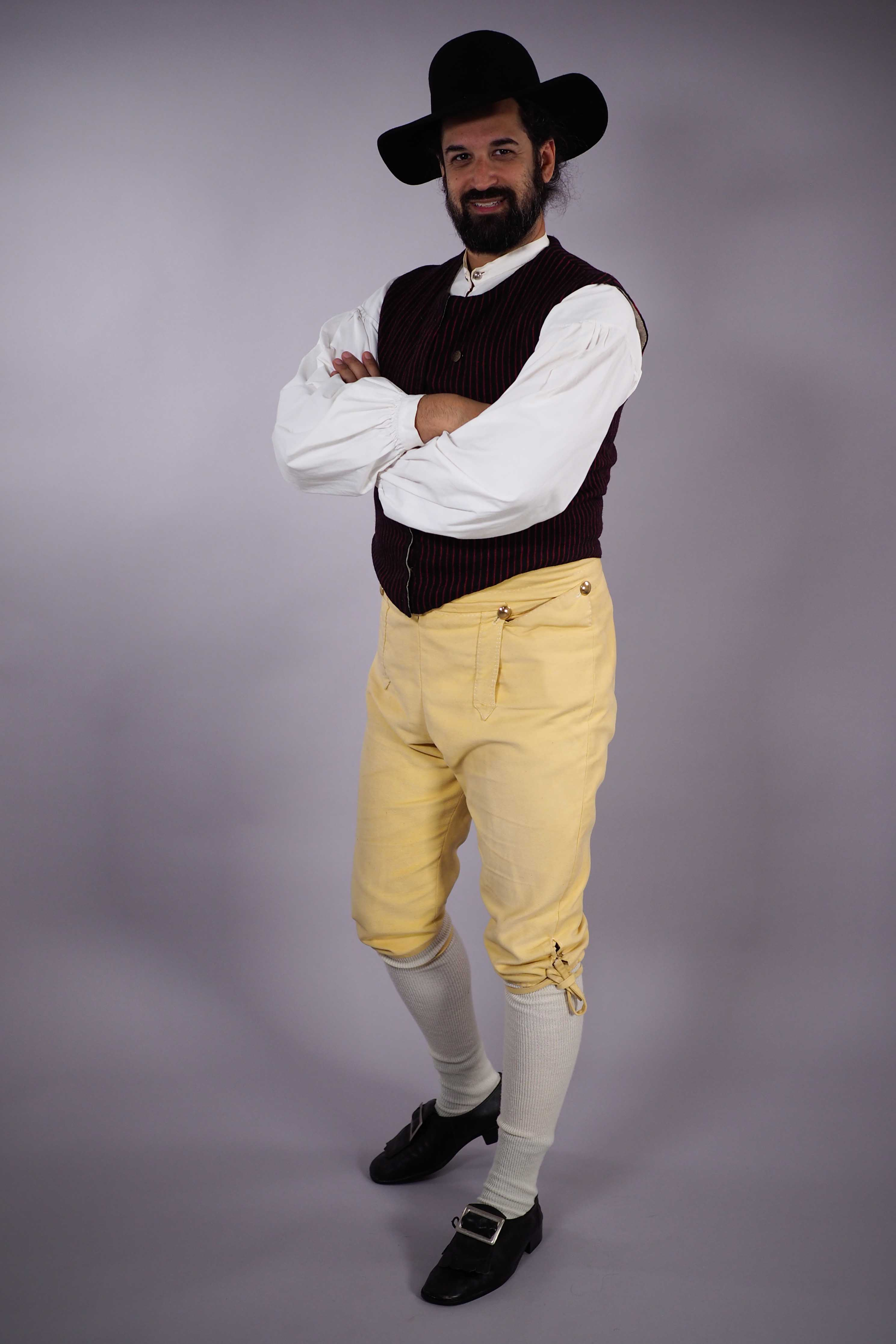
Herrdräkten från Floda finns bara i ett fåtal exemplar.

- Herrdräkten från Floda finns bara i ett fåtal exemplar. Vita strumpor, svarta skor med spänne. Svart bredbrättad hatt med rund kulle.